# Йоан Куркуас
Йоан Куркуас, срещан и като Йоан Куркуа(на средногръцки: Ἰωάννης Κουρκούας , fl. ок. 900 – 946), е един от най-изтъкнатите и успешни генерали на Византийската империя през X век. Неговите успехи в битките срещу мюсюлманските държави на изток обръщат хода на продължилите с векове арабско-византийски войни и поставят началото на източните завоевания на Византия по-късно през века.
Куркуас принадлежи на семейство от арменски произход, което излъчва няколко забележителни византийски генерали. Като командир на императорската лична охрана Куркуас е сред главните поддръжници на император Роман I Лакапин (920 – 944), за чието възцаряване съдейства. През 923 г. Куркуас е назначен за главнокомандващ на византийските армии по източната граница, изправени срещу Абасидския халифат и полуавтономните мюсюлмански гранични емирства. Задържа се на този пост повече от двадесет години, наблюдавайки решителните византийски военни успехи, които променят стратегическия баланс в региона.
През X век Византия постепенно възстановява своята сила и вътрешна стабилност, докато Халифатът става все по-безсилен и раздробен. Под ръководството на Куркуас византийските армии навлизат дълбоко в мюсюлманска територия за първи път от почти три века, разширявайки границата на Империята. Емирствата Мелитена и Теодосиоспол са завладени, което разширява византийския контрол до горното течение на река Ефрат и над Западна Армения. Останалите грузински и арменски князе стават византийски васали. Куркуас също играе роля в поражението на голям набег на русите през 941 г. и възстановява мандилиона от Едеса – важна и свята реликва, за която се смята, че изобразява лицето на Исус Христос. Той е уволнен през 944 г. в резултат на машинациите на синовете на Роман Лакапин, но е върнат на служба с благоволението на император Константин VII (913 – 959) и служи като императорски посланик през 946 г. По-нататъшната му съдба остава неизвестна.

## Ранен живот и кариера
Йоан е издънка на арменския клан Куркуас — елинизирана форма на оригиналното им фамилно име Гурген (на арменски: Գուրգեն) — който се е издига на видно място във византийската служба през IX век и се утвърждава като една от големите фамилии на анадолската земевладелска военна аристокрация (така наречените динати). Дядото на Йоан, негов съименник, е командир на елитната тагма на иканатите при император Василий I (867 – 886); Братът на Йоан Теофил става генерал, както и собственият син на Йоан, Роман, и неговият племенник (внук на Теофил), Йоан Цимисхий. Съпругата му Мария е известна само от една колекция от чудеса на манастира в Пиги.
Малко се знае за ранния живот на Йоан. Баща му е бил богат чиновник в императорския дворец, но не са известни подробности за живота му, нито е записано името му, въпреки че вероятно се е казвал Роман. Самият Йоан е роден в Докея (сега Токат), в района на Дарбидос в тема Армениакон, и получил образование при един от роднините си – митрополита на Гангра, Христофор. По време на късното регентство на императрица Зоя Карбонопсина (914 – 919) Куркуас е назначен за командир на Виглата – дворцовата охраната, вероятно чрез машинациите на адмирал Роман Лакапин, който се стремял към властта. В това си качество Куркуас арестува няколко високопоставени служители, които се противопоставяли на Лакапин, разчиствайки по този начин пътя към назначаването на Лакапин за регент на мястото на Зоя през 919 г. Лакапин постепенно поема повече правомощия, докато не е коронясан за старши император през декември 920 г. Като награда за подкрепата му, ок. 923 г. Роман Лакапин назначава Куркуас за доместик на схолите — на практика главнокомандващ на всички имперски армии в Анатолия. Според Теофан Продължител Куркуас е заемал този пост непрекъснато в продължение на 22 години и седем месеца.
По това време и след катастрофалната битка при Ахелой през 917 г. византийците са заети предимно на Балканите в продължителен конфликт срещу България. Първата задача на Куркуас като доместик на Изтока е потушаването на бунта на Варда Воила, стратега на Халдия, която е стратегически важна област на североизточната анадолска граница на империята. Бунтът е потушен скоропостижно и на мястото ма Варда като стратег на Халдия е назначен братът на Йоан, Теофил Куркуас. Като командир на този най-северен сектор на източната граница Теофил се оказа компетентен стратег и оказва ценна помощ в кампаниите на своя брат.

### Първо подчиняване на Мелитена, кампании в Армения
След мюсюлманските завоевания от VII век арабско-византийският конфликт включва постоянни набези и контранабези по сравнително статична граница, грубо дефинирана по линията на планините Тавър и Антитавър. До 60-те години на IX век превъзходните мюсюлмански армии са поставили византийците в отбрана. След победата в битката при Лалакаон през 863 г. византийците постепенно си възвръщат част от загубените позиции срещу мюсюлманите, предприемайки все по-дълбоки набези в Сирия и Горна Месопотамия и анексирайки Павликянската държава около Тефрик (сега Дивриги). Освен това, според историка Марк Уитоу, „към 912 г. арабите са отблъснати зад Тавър и Антитавър“, което насърчава арменците да се откажат от подкрепата си за Абасидския халифат и да заемат страната на Византия, в служба на която преминават все по-голям брой арменци. Възраждането на византийската мощ е допълнително улеснено от прогресиращия упадък на самия Абасидски халифат, особено при управлението на Ал-Муктадир (908 – 932), когато централното правителство е изправено пред няколко бунта. В периферията на Халифата отслабването на контрола на централната власт позволява появата на полуавтономни местни династии. В допълнение, след смъртта на българския цар Симеон през 927 г., мирният договор с българите позволява на империята да пренасочи вниманието и ресурсите си на изток.
Към 925 г. Роман Лакапин се чувства достатъчно силен, за да поиска плащането на данък от мюсюлманските градове от западната страна на Ефрат. Когато те отказват, през 926 г. Куркуас превежда армията през границата. Подпомогнат от брат си Теофил и арменски контингент под командването на стратега на Ликандос, Мелий, Куркуас се насочва към Мелитена (съвременна Малатия) —център на емирство, което дълго време е трън в очите на Византия. Византийската армия успешно щурмува външния град и въпреки че цитаделата удържа, Куркуас сключва договор, с който емирът приема статут на трибутарна зависимост на емирството от Византия.
През 927 – 928 г. Куркуас предприема голям набег в контролираната от арабите Армения. След като превземат Самосата (съвременен Самсат), важна крепост на Ефрат, византийците напредват до арменската столица Двин. Арабска контраофанзива ги принуждава да напуснат Самосата само след няколко дни, а Двин, защитаван от саджидския пълководец Наср ал-Субуки, успешно устоява на византийската обсада, докато нарастващите загуби не принуждават византийците да го изоставят. По същото време Тамал, емирът на Тарс, провежда успешни набези в южната част на Анадола и неутрализира Ибн ал-Даххак, местен кюрдски лидер, който подкрепя византийците. След това византийците се насочват към емирството Кайсит в района на езерото Ван в Южна Армения. Войските на Куркуас плячкосват региона и превземат градовете Хлиат и Битлис, където се твърди, че те са заменили минбара (амвона) на джамията с кръст. Местните араби напразно се обръщат към халифа за помощ, което предизвиква изселване на мюсюлмани от региона. Това нахлуване на повече от 500 км от най-близката византийска територия е далеч от отбранителната стратегия, следвана от Византия през предходните векове, и подчертава новите възможности на имперската армия. Въпреки това гладът в Анадола и нуждите на протичащите паралелно византийски кампании в Южна Италия отслабват силите на Куркуас. Неговата армия е победена и отблъсната от Муфлих, бивш саджид-гулам (войник-роб) и губернатор на Адхарбаян.
През 930 г. атаката на Мелий срещу Самосата претърпява тежко поражение; сред другите видни офицери е един от синовете му, който е заловен и изпратен в Багдад. По-късно през същата година Йоан Куркуас и брат му Теофил обсаждат Теодосиопол (съвременен Ерзурум), столицата на емирството Каликала. Кампанията е усложнена от машинациите на техните привидни съюзници, грузинските владетели на Тао-Кларджети. Притеснени от разширяването на прекия византийски контрол в близост до собствените им граници, грузинците вече са осигурили доставки на обсадения град. След като градът е завладян, те поискали византийците да им предадат няколко превзети града, но когато един от тях, крепостта Мастатон, им бил предаден, грузинците незабавно го върнали на арабите. Тъй като Куркуас трябвало да успокои иверийците и бил наясно, че поведението му е внимателно наблюдавано от арменските принцове, той не реагира на тази провокация. След седеммесечна обсада Теодосиопол пада през пролетта на 931 г. и е трансформиран в трибутарно зависима територия, докато според За управлението на империята на Константин VII цялата територия на север от река Аракс е дадена на грузинския крал Давид II. Както и в Мелитена, поддържането на византийски контрол над Теодосиопол се оказва трудно и населението остава неспокойно. През 939 г. то се разбунтувало и прогонило византийците, а Теофил Куркуас не могъл окончателно да покори града до 949 г. Тогава той е напълно включен в империята и мюсюлманското му население е прогонено и заменено от гръцки и арменски заселници.

### Окончателно превземане на Мелитена
След смъртта на емир Абу Хафс Мелитена се отказва от византийската си вярност. След като опитите да превземат града с щурм или хитрост се провалят, византийците създават пръстен от крепости по хълмовете около равнината на Мелитена и методично опустошават района. До началото на 931 г. жителите на Мелитена са принудени да се подчинят: те се съгласяват с васалния си статут и дори се задължават да осигурят военен контингент, който да участва в кампания заедно с византийците.
Другите мюсюлмански държави обаче не остават бездейни: през март византийците са атакувани от три последователни нападения в Анадола, организирани от командира на Абасидите Мунис ал-Музафар, докато през август голям набег, воден от Тамал от Тарс, прониква далеч до Анкира и Амориум и се завръща с пленници на стойност 136 000 златни динара. През това време византийците са ангажирани в Южна Армения, подпомагайки владетеля на Васпуракан, Гаджик I, който е събрал местните арменски князе и се е съюзил с византийците срещу емира на Адхарбаян. Там те нахлуват в емирството Кайсит и изравняват Хлиат и Беркри със земята, преди да тръгнат към Месопотамия и отново да превземат Самосата. Гаджик обаче не успява да се възползва от това и да превземе територията на Кайсит, тъй като Муфлих незабавно нахлува във владенията му като отмъщение. В този момент мелитените призовават на помощ хамданидските владетели на Мосул. В отговор хамданидският принц Саид ибн Хамдан атакува византийците и ги отблъсква: Самосата е изоставена, а през ноември 931 г. византийският гарнизон се оттегля и от Мелитена. Саид обаче не успява да остане в района или да остави достатъчно силен гарнизон; след като той заминава за Мосул, византийците се завръщат и възобновяват както блокадата на Мелитена, така и тактиката си на изгорената земя.
Източниците не съобщават за големи византийски кампании през 932 г., тъй като империята е заета с два бунта в тема Опсикион. През 933 г. обаче Куркуас подновява атаката срещу Мелитена. Мунис ал-Музафар изпраща сили да помогнат на обсадения град, но в провелите се сблъсъци византийците надделяват и вземат много пленници, а арабската армия се завръща у дома, без да облекчи града. В началото на 934 г., начело на 50 хиляди мъже, Куркуас отново пресича границата, отправяйки се към Мелитена. Другите мюсюлмански емирства не предлагат помощ, тъй като са заети с вълненията след свалянето на халифа Ал Кахир. Куркуас отново превзема Самосата и обсажда Мелитена. Много от жителите на града вече го били напуснали при новината за приближаването на Куркуас, а гладът в кряйна сметка принуждава останалите да се предадат на 19 май 934 г. Предпазлив заради предишните бунтове в града, Куркуас позволява в него да останат само онези жители, които са християни или се съгласят да приемат християнството. Повечето приемат християнството, а останалите той заповядал да бъдат изгонени. Мелитена е напълно включена в границите на империята, а по-голямата част от нейната плодородна земя е превърната в императорско имение. Това е необичаен ход, приложен от Роман I, за да попречи на мощната анадолска поземлена аристокрация да поеме контрола над провинцията. Той също така послужил и за увеличаване на прякото имперско присъствие и контрол върху ключовите нови гранични зони.

### Възходът на Хамданидите
Падането на Мелитена дълбоко шокира мюсюлманския свят: за първи път голям мюсюлмански град пада и е включен във Византийската империя. Куркуас продължава с успехите си, като подчинява части от областта Самосата през 936 г. и изравнява града със земята. До 938 г. Изтокът остава относително спокоен. Историците предполагат, че византийците вероятно са били заети с пълното умиротворяване на Мелитена, а арабските емирства, лишени от всякаква потенциална подкрепа от Халифата, не са били склонни да ги провокират.
С упадъка на Халифата и неговата очевидна неспособност да защитава граничните си провинции новата местна династия на Хамданидите изпъква като главен противник на Византия в Северна Месопотамия и Сирия. Хамданидите са предвождани от Ал-Хасан, наричан Насър ал-Даула („Защитник на държавата“), и от неговия по-малък брат Али, известен най-вече като Сайф ал-Даула („Мечът на държавата“). Около 935 г. арабското племе на Бану Хабиб, победено от надигащите се Хамданиди, изцяло преминава на страната на византийците, приело християнството и поставило своите 12 000 конници на разположение на империята. Те били установени по западния бряг на река Ефрат и им била поверена охраната на пет нови теми, създадени там: Мелитена, Харпезикион, Асмосатон (Арсамосата), Дерзен и Хозанон.
Първият сблъсък между Византия със Сейф ал-Даула е през 936 г., когато той се опита да освободи Самосата, но бунт у дома го принуждава да се оттегли. При друга инвазия през 938 г. обаче той превзема крепостта Шарпет и побеждава авангарда на Куркуас, заграбвайки голямо количество плячка и принуждавайки Куркуас да се оттегли. През същата година е подписан мирен договор между Константинопол и Халифата. Преговорите са улеснени от нарастващата сила на Хамданидите, което предизвиква безпокойство и у двете страни. Въпреки официалния мир с Халифата, ad hoc войната продължава между византийците и местните мюсюлмански владетели, сега подпомагани от Хамданидите. Византийците се опитват да обсадят Теодосиопол през 939 г., но обсадата е прекратена при новината за приближаването на армията на Сайф ал-Даула.
По това време византийците са превзели Арсамосата и допълнителни стратегически важни места в планините на Югозападна Армения, представлявайки пряка заплаха за мюсюлманските емирства около езерото Ван. За да обърне ситуацията, през 940 г. Сайф ал-Даула инициира забележителна кампания: започвайки от Маяфирикин (византийски Мартирополис), той пресича прохода Битлис в Армения, където превзема няколко крепости и приема подчинението на местните господари, както мюсюлмани, така и християни. Опустошава византийските владения около Теодосиопол и нахлува до Колония, която обсажда, докато Куркуас не пристига с помощна армия и го принуждава да се оттегли. Сайф ал-Даула не успява да продължи с плановете си: до 945 г. Хамданидите са заети с междуособиците в Халифата и с битките срещу своите съперници в Южен Ирак и Ихшидидите в Сирия.

### Руски набег от 941 г
Отвличането на вниманието от страна на Хамданидите се оказва съдбоносно за Византия. В началото на лятото на 941 г., когато Куркуас се подготвя да поднови кампанията си на изток, вниманието му е привлечено от неочаквано събитие: появата на руска флота, която нахлува в района около самия Константинопол. Византийската армия и флот отсъстват от столицата, а появата на руската флота предизвиква паника сред населението на Константинопол. Докато флотата и армията на Куркуас бъдат призовани на помощ, набързо събрана ескадра от стари кораби, въоръжени с гръцки огън и поставени под командването на протовестиария Теофан, побеждава руската флота на 11 юни, принуждавайки я да изостави курса си към града. Оцелелите руси акостират на бреговете на Витиния и опустошават беззащитната провинция. Патрикият Варда Фока се отправя към района с каквито войски успява да събере, сдържа нападателите и изчаква пристигането на армията на Куркуас. Накрая Куркуас и неговата армия се появяват, нападат и избиват много от русите, които се били разпръснали, за да ограбват провинцията. Оцелелите се оттеглят на корабите си и под прикритието на нощта се опитват да преминат в Тракия. По време на преминаването целият византийски флот атакува и унищожава русите.

### Кампании в Месопотамия и възстановяване на мандилиона
След това разсейване през януари 942 г. Куркуас започва нова кампания на изток, която продължава три години. Първото нападение пада върху територията на Алепо, която е напълно разграбена: при падането на град Хамус, близо до Алепо, дори арабски източници записват залавянето на 10 – 15 000 пленници от византийците. Въпреки незначителната лятна контраатака на Тамал или един от неговите слуги от Тарс, през есента Куркуас предприема ново голямо нашествие. Начело на изключително голяма армия, наброяваща около 80 000 мъже според арабските източници, той преминава от съюзническия Тарон в Северна Месопотамия. Маяфирикин, Амида, Низибис, Дара — места, където никоя византийска армия не е стъпвала от дните на Ираклий 300 години по-рано — били щурмувани и опустошени. Истинската цел на тези кампании обаче е Едеса, хранилището на „Свещения мандилион“. Това е кърпа, за която се смята, че е била използвана от Исус Христос, за да избърше лицето му, оставяйки отпечатък от чертите му, и впоследствие дадена на крал Абгар V от Едеса. За византийците, особено след края на периода на иконоборството и възстановяването на почитането към изображенията, това е реликва с дълбоко религиозно значение, тъй като придобиването ѝ би осигурило на режима на Лакапин предимство по отношение на популярността и легитимността на властта му.
Куркуас атакува Едеса всяка година от 942 г. нататък и опустошава околностите ѝ, както направил при Мелитена. Накрая емирът на града се съгласил на мир, като се заклел да не вдига оръжие срещу Византия и да предаде мандилиона в замяна на връщането на 200 затворници. Мандилионът е пренесен в Константинопол, където пристига на 15 август 944 г., на празника Успение Богородично. Било организирано триумфално влизане на ценната реликва, която след това е изложена в църквата „Света Богородица“ във Фарос, дворцовия параклис на Големия дворец. Що се отнася до Куркуас, той завършил кампанията си, като разграбил Битра (съвременен Биречик) и Германикея (съвременен Кахраманмараш).

### Уволнение и реабилитация
Въпреки този триумф падането на Куркуас, както и на неговия приятел и защитник, император Роман I Лакапин, е неизбежно. Двамата най-големи синове на Роман I, съимператорите Стефан и Константин, завиждали на Куркуас и в миналото се опитвали да го злепоставят, макар и безуспешно. След успеха на Куркуас на изток, Роман I обмисля да сроди своя доверен генерал с императорското семейство. Дъщерята на Куркуас Ефросина трябвало да се омъжи за внука на императора, бъдещия Роман II (959 – 963), син на неговия зет и младши император Константин VII. Въпреки че такъв съюз ефективно би циментирал лоялността на армията, той също така би укрепил позицията на законната македонска линия, представлявана от Константин VII, над претенциите към властта на собствените синове на Роман. Очаквано Стефан и Константин се противопоставили на това решение и убедили баща си, който по това време вече е стар и болен, да уволни Куркуас през есента на 944 г.
Куркуас е заменен от някой си Пантерий, който почти веднага е победен от Сайф ал-Даула през декември същата година, докато нападал близо до Алепо. На 16 декември самият Роман I е свален от власт от Стефан и Константин и е заточен в манастир на остров Проти. Няколко седмици по-късно, на 26 януари 945 г., друг преврат отстранява двамата млади Лакапини от власт и възстановява едноличното управление на Константин VII. Изглежда, че самият Куркуас скоро след това си връща благоволението на императора: Константин VII осигурява парите за ремонта на двореца на Куркуас, след като е повреден от земетресение, а в началото на 946 г. е записано, че той е изпратен с магистър Козма да преговаря за размяна на затворници с арабите от Тарс. Нищо повече не се знае за него.
Падането на Лакапини поставя край на една епоха по отношение на личностите, но експанзионистичната политика на Куркуас е продължена: той е наследен като доместик на схолите от Варда Фока Стари, последван от Никифор Фока, който царува като император през 963 – 969 г., и накрая – от собствения праплеменник на Куркуас, Йоан Цимисхий, който царува като император през 969 – 976 г. Всички те разширяват византийската граница на изток, възстановяват Киликия и Северна Сирия с Антиохия и превръщат емирството на Хамданид в Алепо във византийски протекторат.

## Оценка
„... гореспоменатият магистър и доместик на схолите Йоан станал ненадминат по въпросите на войната, придобил много и големи трофеи и разширил ромейските граници, и превзел много агарянски градове.“
Куркуас се нарежда сред най-великите военачалници, произведени от Византия — факт, признат от самите византийци. По-късните византийски хронисти го възхваляват като генерала, възстановил имперската граница до Ефрат. В една съвременна му история от осем книги, написана от Мануил Протоспатарий и сега изгубена с изключение на краткото ѝ резюме в Теофан Продължител, той е възхваляван за това, че е завладял хиляда градове, и е описан като „втори Траян или Велизарий“. 
Основата за неговите успехи със сигурност е била положена от други: Михаил III, който сломява силата на Мелитена при Лалакаон; Василий I, който унищожава павликяните; Лъв VI Мъдри, който основава жизненоважната тема Месопотамия; и императрица Зоя, която разширява византийското влияние отново в Армения и основава темата Ликандос. Куркуас и неговите кампании обаче неоспоримо променят баланса на силите в северната част на Близкия изток, осигурявайки граничните провинции срещу арабските набези и превръщайки Византия в експанзионистична сила. По думите на историка Стивън Рънсиман, „един по-малък пълководец би могъл [...] да изчисти империята от сарацините и да защити успешно нейните граници; но (Куркуас) направи повече. Той вдъхна нов дух в имперските армии и ги поведе победоносно дълбоко в страната на неверниците. Неговите завоевания не бяха толкова големи, но те бяха достатъчни, за да преобърнат вековната роля на арабите... [Йоан Куркуас] е първият от редица велики завоеватели и като първи е достоен за висока похвала."

## Цитирана литература
- ((fr)) Andriollo, Lisa (2012). Les Kourkouas (IXe-XIe siècle), In: Cheynet, Jean-Claude; Sode, Claudia (eds). Studies in Byzantine Sigillography, 11. Berlin: De Gruyter, pp. 57–88, ISBN 978-3-11-026668-9, https://www.academia.edu/2074096
- El-Cheikh, Nadia Maria (2004). Byzantium Viewed by the Arabs. Cambridge, Massachusetts: Harvard Center for Middle Eastern Studies, ISBN 0-932885-30-6, https://books.google.com/books?id=QC03pKNpfaoC
- Grégoire, Henri. Dazmana est bien Dazimon //  Byzantion 10 (2).   1935. с. 760–3.
- ((fr)) Guilland, Rodolphe (1967). Recherches sur les institutions byzantines, I. Berlin: Akademie-Verlag, архив на оригинала от 16 септември 2023, https://web.archive.org/web/20231009110115/https://ihtika.ru/book/download/guilland-r-recherches-sur-les-institutions-byzantines-i-3-1967-
- Holmes, Catherine (2005). Basil II and the Governance of Empire (976–1025). Oxford: Oxford University Press, ISBN 0-19-927968-3, https://books.google.com/books?id=0rIFIdM8SrkC
- Jenkins, Romilly (1987). Byzantium: The Imperial Centuries, AD 610–1071. Toronto: University of Toronto Press, ISBN 0-8020-6667-4, https://books.google.com/books?id=O5JqH_NXQBsC
- ((en)) Kazhdan, Alexander (ed) (1991). The Oxford Dictionary of Byzantium. Oxford and New York: Oxford University Press, ISBN 0-19-504652-8, COBISS.BG-ID: 1107246820, https://archive.org/details/odb_20210521/mode/2up
- ((de)) Lilie, Ralph-Johannes; Ludwig, Claudia; Pratsch, Thomas & Zielke, Beate (2013). Prosopographie der mittelbyzantinischen Zeit Online. Berlin-Brandenburgische Akademie der Wissenschaften. Nach Vorarbeiten F. Winkelmanns erstellt. Berlin and Boston: De Gruyter, DOI:10.1515/pmbz, https://www.degruyter.com/view/db/pmbz
- Niebuhr, Barthold Georg (ed) (1838). Theophanes Continuatus, Ioannes Cameniata, Symeon Magister, Georgius Monachus. Bonn: E. Weber, OCLC 246268950, https://books.google.com/books?id=0GgGAAAAQAAJ
- Runciman, Steven (1988). The Emperor Romanus Lecapenus and His Reign: A Study of Tenth-Century Byzantium. Cambridge: Cambridge University Press, ISBN 0-521-35722-5, https://books.google.com/books?id=XHVzWN6gqxQC
- Ter-Ghewondyan, Aram (1976). The Arab Emirates in Bagratid Armenia. Lisbon: Livraria Bertrand, https://archive.org/details/rbedrosian_gmail_Aeba
- Treadgold, Warren (1997). A History of the Byzantine State and Society. Stanford, California: Stanford University Press, ISBN 0-8047-2630-2
- Treadgold, Warren T. (1998). Byzantium and Its Army, 284–1081. Stanford, California: Stanford University Press, ISBN 0-8047-3163-2, https://books.google.com/books?id=xfV0LkMNaLUC
- Whittow, Mark (1996). The Making of Byzantium, 600–1025. Berkeley and Los Angeles, California: University of California Press, ISBN 978-0-520-20496-6